# شیخعلی میرزا

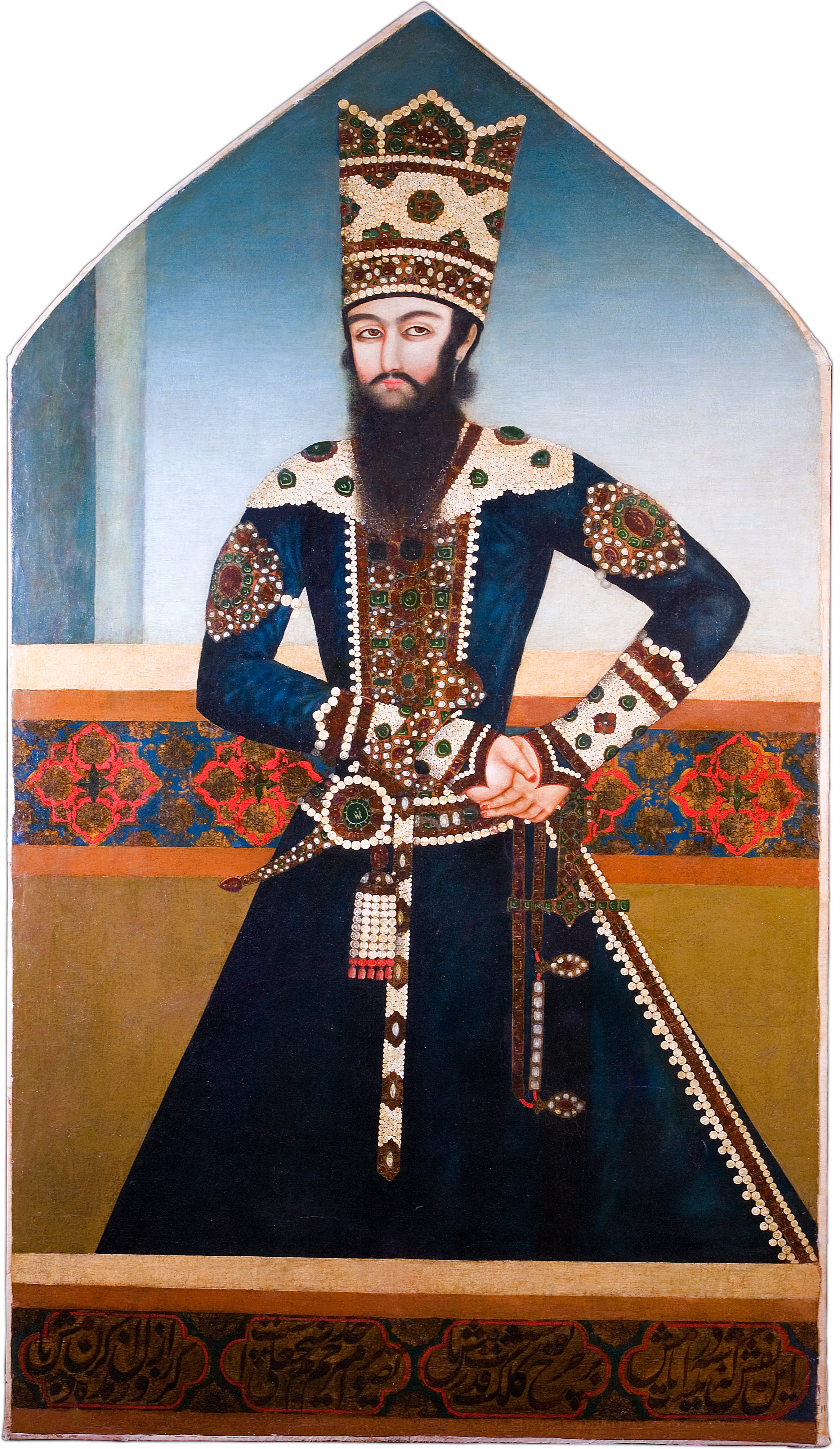
پرتره شیخعلی میرزا، اثر نقاش ناشناس، دوره قاجار

شیخعلی میرزا ملقب به شیخ‌الملوک پسر نهم فتحعلی‌شاه قاجار بود که مدت بیست و شش سال حکومت ملایر و تویسرکان را به عهده داشت.
شیخعلی میرزا در شیراز متولد شد و چون مادرش مریم بیگم خانم دختر شیخعلی‌خان زند و از سلسله زندیه و اصالتاً منسوب به ملایر بود، در سال ۱۲۲۴ قمری به حکومت ملایر منصوب شد و تا مرگ فتحعلی‌شاه به مدت مدت ۲۶ سال در آن سمت به جای ماند. همچنین برادر صلبی او محمودمیرزا نیز در همین دوران حکومت نهاوند را بر عهده داشت. شیخعلی میرزا همچنین در جنگ‌های ایران و روسیه فرماندهی جبهه قبه و بادکوبه را به عهده داشت، ولی کاری از پیش نبرد.

## دوران حکومت
وزارت شیخعلی میرزا در حکومت ملایر نخست با خانلر خان زند (پسر علیمرادخان زند) بود ولی از آن جا که هر از چندگاه میان شیخعلی میرزا و برادرش محمدعلی میرزا دولتشاه که حاکم کرمانشاه بود، درگیری‌هایی رخ می‌داد و خانلرخان هربار مجبور بود میان آن‌ها صلح برقرار کند، از وزارت استعفاء داده و فتحعلی‌شاه مهرعلی‌خان قاجار را به جای او به وزارت ملایر منصوب کرد. مهرعلی‌خان که شخصی کارآمد و آگاه بود، به امور مالی و حکومتی ملایر سامان داد و تا حدی از زیاده‌روی‌های شیخعلی میرزا جلوگیری کرد.
منطقه غرب ایران در طول دهه ۱۲۴۰ قمری، صحنه زد و خورد شاهزادگان حاکم بود. در این جنگ‌ها شیخعلی میرزا با برادرانش محمدتقی میرزا حسام‌السلطنه (حاکم بروجرد و چاپلق و سیلاخور) محمود میرزا (حاکم نهاوند) و برادرزاده‌اش محمدحسین میرزا حشمت‌الدوله وارد منازعه شد. در این جنگ‌ها شیخعلی میرزا با حشمت‌الدوله و محمود میرزا علیه حسام‌السلطنه هم‌پیمان بودند.

## بناها
شیخعلی میرزا در ملایر چندین بنا برپا کرد. از جمله باغ جنّت و مسجد جامع شیخ الملوک.

## در نگاه دیگران
ملک‌ایرج میرزا پسر فتحعلی‌شاه، دربارهٔ شیخعلی میرزا می‌نویسد:
«شاهزاده از مردم ملایر زن‌های متعدد داشت می‌خانه و خرابات برپا کرده بودند و روز شنبه بایستی با ساز و نواز بروند می‌خانه… در زبان ایشان لکنت زیاد بود. خود را «شیر عراق» نام نهاده بودند.»
و همچنین می‌نویسد که شیخعلی میرزا به آزار و اذیت مردم ملایر و شیخ‌الاسلام شهر می‌پرداخت تا خراج هنگفتی را که سالی هشتادهزار تومان بود به او پرداخت کنند. به همین خاطر در اواخر سلطنت فتحعلی‌شاه ملایریان به اصفهان رفتند و به سید محمدباقر شفتی شکایت بردند و او شکایت مردم را به گوش فتحعلی‌شاه رسانید. شاه به سید محمدباقر شفتی سپرد که مراقب اعمال و رفتار شاهزاده باشد و او نیز «ملا احمد خراسانی» را از شاگردان خود به ملایر فرستاد تا هم به ترویچ شرعیات بپردازد و هم بر امور حکومت شاهزاده نظارت کند.

## بازماندگان
شیخعلی میرزا صاحب چهل و هفت فرزند بود که بیست و شش تن پسر و بیست یک تن دختر بودند. از جمله:
- نظرعلی‌میرزا، حاکم تویسرکان، که مادرش از نوادگان نادرشاه افشار بود.                                                                                                                                محمدصادق میرزا از دختر توشمال کریم رییس ایل پیرحیاتی
- احمد میرزا (از دختر حاتم خان بیات)
- الب‌ارسلان میرزا ملقب به سالار که مادرش از ارمنی‌های گرجستان بود. دختری داشت به نام زینت‌السلطنه معروف به «سالاری» که با ناصرالدین‌شاه قاجار ازدواج کرد.
- قزل‌ارسلان میرزا (از مادر الب‌ارسلان میرزا)
- سلطان‌سنجر میرزا (از مادر الب‌ارسلان میرزا)
- محمدرحیم میرزا (از مادر احمد میرزا)
- دختری که با حاج‌عیسی خان بیگلربیگی قاجار ازدواج کرد و صاحب شش پسر و سه دختر شد
- دختر دیگر با میرزا فخرالدین ازدواج کرد و صاحب دو پسر شد

شیخعلی میرزا دختری هم به نام «گوهرالملوک» داشته که عمارت گوهرالملوک در کنار قصر بهشت‌آئین که از بناهای شیخ‌الملوک بود، به او منسوب است.